# The Hurtin's All Over
"The Hurtin's All Over" é um single da artista de música country Americana Connie Smith. Lançado em setembro de 1966, a canção alcançou #3 na lista da Billboard Hot Country Singles. O single foi mais tarde lançado no álbum de 1967, intitulado Downtown Country.

## Gráfico de desempenho
| Gráfico (1966)                    | Posição |
| --------------------------------- | ------- |
| EUA Billboard Hot Country Singles | 3       |